# CAFA Nations Cup 2025
La CAFA Nations Cup 2025 è la 2ª edizione del torneo di calcio subcontinentale per squadre nazionali maggiori maschili organizzato dalla CAFA. Si disputerà in Tagikistan e in Uzbekistan dal 29 agosto all'8 settembre 2025. La nazionale campionessa in carica è l'Iran.

## Contesto
Nell'aprile 2025 è stato annunciato che la seconda edizione della Coppa delle Nazioni CAFA si sarebbe tenuta intorno a settembre 2025, per commemorare il decimo anniversario dell'organizzazione della CAFA.
Nel giugno 2025 è stato confermato che la seconda edizione sarebbe stata co-ospitata in Uzbekistan e Tagikistan dal 29 agosto all'8 settembre 2025 per le sei associazioni membri insieme a Malesia e Oman come squadre ospiti.
Il 15 luglio 2025 la Malesia ha annunciato il suo ritiro dalla competizione, citando come motivazione problemi di logistica e di disponibilità dei giocatori ed è stata sostituita lo stesso mese dall'India.

## Stadi
Insieme a Tashkent, che ha già ospitato l'edizione del 2023, il torneo si svolgerà anche a Hisor, capitale del Tagikistan.
La manifestazione si è svolta nei seguenti stadi:
- Hisor - Stadio centrale di Hisor, capienza 20.000 posti
- Tashkent, Stadio centrale Paxtakor, capienza 35.000 posti
- Tashkent, Stadio Nazionale, capienza 34.000 posti

| Tagikistan               | Tagikistan       | Tagikistan | Tagikistan |
| ------------------------ | ---------------- | ---------- | ---------- |
| Hisor                    | Hisor            | Hisor      | Hisor      |
| Stadio centrale di Hisor |                  |            | Hisor      |
| Capacity: 20 000         |                  |            | Hisor      |
|                          |                  |            | Hisor      |
| Uzbekistan               |                  |            |            |
| Tashkent                 | Tashkent         | Tashkent   | Tashkent   |
| Stadio centrale Paxtakor | Milliy Stadium   |            | Tashkent   |
| Capacity: 35 000         | Capacity: 34 000 |            | Tashkent   |
|                          |                  |            | Tashkent   |

## Squadre partecipanti
In grassetto le nazionali ospitanti
| Nazione        | Partecipazione | Ranking FIFA al 3 aprile 2025 |
| -------------- | -------------- | ----------------------------- |
| Afghanistan    | 2ª             | 160                           |
| India (invito) | 1ª             | 127                           |
| Iran           | 2ª             | 18                            |
| Oman (invito)  | 2ª             | 77                            |
| Kirghizistan   | 2ª             | 103                           |
| Tagikistan     | 2ª             | 104                           |
| Turkmenistan   | 2ª             | 142                           |
| Uzbekistan     | 2ª             | 57                            |

## Sorteggio dei gruppi
Le sette squadre partecipanti sono divise in quattro urne, in base al loro Ranking FIFA ad Aprile 2025.
| Urna 1          | Urna 2             | Urna 3             | Urna 4               |
| --------------- | ------------------ | ------------------ | -------------------- |
| Iran (18)       | Kirghizistan (103) | Turkmenistan (142) | Oman (77) (invito)   |
| Uzbekistan (57) | Tagikistan (104)   | Afghanistan (160)  | India (127) (invito) |

## Fase a gironi

### Gruppo A

#### Classifica
| Pos. | Squadra      | Pt | G | V | N | P | GF | GS | DR |
| ---- | ------------ | -- | - | - | - | - | -- | -- | -- |
| 1.   | Uzbekistan   | 0  | 0 | 0 | 0 | 0 | 0  | 0  | 0  |
| 2.   | Kirghizistan | 0  | 0 | 0 | 0 | 0 | 0  | 0  | 0  |
| 3.   | Turkmenistan | 0  | 0 | 0 | 0 | 0 | 0  | 0  | 0  |
| 4.   | Oman         | 0  | 0 | 0 | 0 | 0 | 0  | 0  | 0  |

#### Risultati
| Tashkent 30 agosto 2025, ore 18:30 | Uzbekistan | – | Oman | Stadio Nazionale |

| Tashkent 30 agosto 2025, ore 18:30 | Kirghizistan | – | Turkmenistan | Stadio centrale Paxtakor |

| Tashkent 2 settembre 2025, ore 18:30 | Oman | – | Kirghizistan | Stadio centrale Paxtakor |

| Tashkent 2 settembre 2025, ore 18:30 | Turkmenistan | – | Uzbekistan | Stadio Nazionale |

| Tashkent 5 settembre 2025, ore 18:30 | Uzbekistan | – | Kirghizistan | Stadio Nazionale |

| Tashkent 5 settembre 2025, ore 18:30 | Turkmenistan | – | Oman | Stadio centrale Paxtakor |

### Gruppo B

#### Classifica
| Pos. | Squadra     | Pt | G | V | N | P | GF | GS | DR |
| ---- | ----------- | -- | - | - | - | - | -- | -- | -- |
| 1.   | Tagikistan  | 0  | 0 | 0 | 0 | 0 | 0  | 0  | 0  |
| 2.   | India       | 0  | 0 | 0 | 0 | 0 | 0  | 0  | 0  |
| 3.   | Iran        | 0  | 0 | 0 | 0 | 0 | 0  | 0  | 0  |
| 4.   | Afghanistan | 0  | 0 | 0 | 0 | 0 | 0  | 0  | 0  |

#### Risultati
| Hisor 29 agosto 2025, ore 18:30 | Tagikistan | – | India | Stadio centrale di Hisor |

| Hisor 29 agosto 2025, ore 18:30 | Iran | – | Afghanistan | Stadio centrale di Hisor |

| Hisor 1 settembre 2025, ore 18:30 | India | – | Iran | Stadio centrale di Hisor |

| Hisor 1 settembre 2025, ore 18:30 | Afghanistan | – | Tagikistan | Stadio centrale di Hisor |

| Hisor 4 settembre 2025, ore 18:30 | Tagikistan | – | Iran | Stadio centrale di Hisor |

| Hisor 4 settembre 2025, ore 18:30 | Afghanistan | – | India | Stadio centrale di Hisor |

## Fase ad eliminazione diretta

### Finale 3º posto
| Hisor 8 settembre 2025, ore 18:30 | da stabilire | – | da stabilire | Stadio centrale di Hisor |

### Finale
| Tashkent 8 settembre 2025, ore 20:30 | da stabilire | – | da stabilire | Stadio Nazionale |